# Eberhard Ludwig Bloß
Eberhard Ludwig Bloß (* 1. Februar 1761 in Frankfurt am Main; † 2. September 1838) war ein Politiker der Freien Stadt Frankfurt.
Eberhard Ludwig Bloß war Glasermeister in Frankfurt am Main. Von 1816 bis 1838 war er als Ratsverwandter Mitglied im Senat der Freien Stadt Frankfurt. Von 1817 bis 1821 war er Mitglied des Engeren Rates. 
Er gehörte von 1818 bis 1819 und 1825 dem Gesetzgebenden Körper an. 